# Wapen van Tadzjikistan
Het wapen van Tadzjikistan is een aangepaste versie van het wapen van de Tadzjiekse Socialistische Sovjetrepubliek en is in 1991 ingevoerd.

## Beschrijving
Centraal in het wapen staat een gouden kroon, die eveneens terugkomt in de vlag van Tadzjikistan. Het onderste gedeelte van het wapen bestaat uit een geopend boek op een lessenaar, waarboven het Pamirgebergte is afgebeeld met een opkomende zon. Het wapen wordt omringd door een soort krans, voor de helft bestaande uit takken van de katoenplant en voor de andere helft uit korenaren. Deze krans wordt bij elkaar gehouden door een band, die de kleuren heeft van de Tadzjiekse vlag.
Afghanistan · Armenië · Azerbeidzjan · Bahrein · Bangladesh · Bhutan · Brunei · Cambodja · China: Volksrepubliek / Republiek (Taiwan) · Cyprus · Filipijnen · Georgië · India · Indonesië · Irak · Iran · Israël · Japan · Jemen · Jordanië · Kazachstan · Kirgizië · Koeweit · Laos · Libanon · Malediven · Maleisië · Mongolië · Myanmar · Nepal · Noord-Korea · Oezbekistan · Oman · Oost-Timor · Pakistan · Palestina · Qatar · Rusland · Saoedi-Arabië · Singapore · Sri Lanka · Syrië · Tadzjikistan · Thailand · Turkmenistan · Turkije · Verenigde Arabische Emiraten · Vietnam · Zuid-Korea

Afhankelijke gebieden: Hongkong · Macau

Betwiste gebieden: Noord-Cyprus